# Gods (varer)
 For alternative betydninger, se gods. (Se også artikler, som begynder med gods)
Gods er en samlebetegnelse for varer eller materialer der er undervejs mellem en leverandør og en modtager, og er dermed betegnende for den del af transport der ikke omfatter persontransport. Gods som transporteres med skib, betegnes kargo (uofficiel men ofte brugt stavning: cargo).
Gods bruges også som præfiks eller suffiks i andre ord, eksempelvis godsbane, der er en jernbane beregnet til godstog og banegods, der er gods, som transporteres på jernbane.
Gods afhentes tit af fragtmænd eller kurérer, hvor førstnævnte som regel samler godset i en godsterminal hvor det sorteres til forskellige ruter ud i området / landet / verden, mens sidstnævnte som regel kører direkte til modtageren, dog ofte til en væsentligt højere pris.
Gods kan også leveres direkte fra en producent til et antal modtagere (eksempel fra mejeriet til supermarkederne), eller modsat fra en række underleverandører til en større modtager (eksempel mælk fra landbrug til mejeriet).
Fra regeringens side tages der en del initiativer for at optimere godstransporten under hensyntagen til miljø, trafikpres og andre faktorer. Tilsvarende prøver vognmændene at optimere, da en fyldt lastbil tjener mere end en halvtom, men dette giver flere og flere problemer, efterhånden som kunderne stiller større krav om hurtig levering eller levering på bestemte tidspunkter.